# Айсис Лав
Айсис Лав (на английски: Isis Love, родена на 27 август 1980 в Калифорния, САЩ) е американска порнографска актриса.
Започва кариерата си през 2002 г., когато е на 22 г.

## Награди
Други признания и отличия
- 9-о място в класацията на списание „Комплекс“ – „15-те най-горещи порнозвезди над 30“, публикувана през месец март 2011 г.[1]